# Festiwal Filmowy w Prisztinie
Festiwal Filmowy w Prisztinie (alb. Festivali i Filmit ne Prishtine) – festiwal filmowy odbywający się w Prisztinie, w Kosowie od 2009 roku.
Festiwal odbywa się corocznie, na przełomie września i października i ma na celu promocję kultury Kosowa, a także krajów Półwyspu Bałkańskiego. Inspiracją dla twórców festiwalu stał się podobny festiwal, organizowany w Sarajewie. Projekt festiwalu opracowała Vjosa Berisha, Orhan Kerkezi, Fatos Berisha i Faton Hasimja. Funkcję dyrektora artystycznego festiwalu objęła Vjosa Berisha. W pierwszej jego edycji, gościem honorowym festiwalu była aktorka Vanessa Redgrave. Filmy nagradzano początkowo w siedmiu kategoriach, obecnie w dziewięciu. Nagrodą główną festiwalu jest statuetka Złotej Bogini. Figurka przyznawana zwycięzcy nawiązuje do symbolu Prisztiny – terakotowej figurki z neolitu, odnalezionej w 1960, w czasie prac archeologicznych w Kosowie.
Pięcioosobowe jury obraduje pod kierunkiem reżysera Isy Qosji. Pokazom filmowym towarzyszą workshopy dla bałkańskich filmowców.

## I edycja Festiwalu (2009)
- Najlepszy film: Śnieg (Bośnia i Hercegowina)
- Nagroda specjalna jury: Wschód, zachód, wschód (Albania)
- Nagroda publiczności: Czas komety (Albania)

## II edycja Festiwalu (2010)
- Najlepszy film: Jej droga (Bośnia i Hercegowina)
- Nagroda specjalna jury: Albańczyk (Albania)
- Nagroda publiczności: Osły na granicy (Kosowo)

## III edycja Festiwalu (2011)
- Najlepszy film: Loverboy (Rumunia)
- Nagroda specjalna jury: Панкот не е мртов (Macedonia)
- Nagroda publiczności: Amnestia (Albania)

## IV edycja Festiwalu (2012)
- Najlepszy film: Three worlds (Francja)
- Nagroda specjalna jury: Ave (Bułgaria)
- Nagroda publiczności: Agnus Dei (Kosowo)

## V edycja Festiwalu (2013)
- Najlepszy film: Before snowfall (reż. Hisham Zaman, Norwegia)
- Nagroda specjalna jury: Droga Halimy (reż. Arsen Ostojić, Chorwacja)
- Nagroda publiczności: Gone Back (reż. Ernest Meholli, Kosowo, Holandia)

## VI edycja Festiwalu (2014)
- Najlepszy film: The Selfish Giant (reż. Clio Barnard, Wielka Brytania)
- Nagroda specjalna jury: Love Me (reż. Maryna Gorbach, Ukraina i Mehmet Bahadir, Turcja)
- Nagroda publiczności: Tajemnica Filomeny (reż. Stephen Frears, Wielka Brytania).

## IX edycja Festiwalu (2017)
- Najlepszy film: Goran (reż. Nevio Marasević, Wielka Brytania)
- Nagroda specjalna jury: Chronicles of Melanie (reż. Viestur Kairish, Litwa)
- Nagroda publiczności: Mellow Mud (reż. Renars Vimba, Łotwa).

## XI edycja Festiwalu (2019)
- Najlepszy film: Consequences (reż. Darko Stante, Słowenia)
- Najlepszy film bałkański: Shelter among clouds (reż. Robert Budina, Albania)
- Nagroda publiczności: Unforgotten Spring in Forgotten village (reż. Kushtrim Bekteshi, Macedonia).

## XIII edycja Festiwalu (2021)
- Najlepszy film: The Rival (reż. Marcus Lenz, Niemcy, Ukraina)
- Najlepszy film bałkański: HIVE (reż. Blerta Basholii, Kosowo)
- Nagroda FIPRESCI: Pun mjesec (reż. Nermin Hamzagić, Bośnia i Hercegowina)

## XIV edycja Festiwalu (2022)
- Najlepszy film: Klondike (reż. Maryna Er Horbacz, Ukraina)
- Najlepszy film krótkometrażowy: North Pole (reż. Marija Apcevska, Macedonia Północna)
- Nagroda FIPRESCI: Amok (reż. Vardan Tozija, Macedonia Północna)

## XV edycja Festiwalu (2023)
- Najlepszy film: Si Në Vaj (reż. Aulona Selmani, Szwajcaria)
- Najlepszy film krótkometrażowy: Road Tripper (reż. Christophe Granger, Francja)
- Nagroda Vjosy Berishy dla najlepszego filmu bałkańskiego: The land within (reż. Fisnik Maxville, Kosowo) i Blaga's Lessons (Stefan Komandarew, Bułgaria))

## XVI edycja Festiwalu (2024)
- Najlepszy film: And The Wind Weeps (reż. Aulona Selmani, Szwajcaria)
- Najlepszy film krótkometrażowy: Highway of a Broken Heart (reż. Nikos Kyrytsis, Grecja)
- Nagroda Vjosy Berishy dla najlepszego filmu bałkańskiego: Silence of the Sirens (reż. Gazmend Nela, Kosowo)